# Снеговой (вулкан)
Снеговой — щитовой вулкан в северной части полуострова Камчатка. Высота вершины над уровнем моря — 2172 метров. В западной части — 800 метров. Вулкан сложен голоценовыми базальтами, диаметр его щитовой постройки составляет 12 километров. На восточном склоне находится молодой кратер с центральным шлаковым конусом.
Вулкан находится на водоразделе Срединного хребта, к востоку от вулкана Острый. Из села Ключи до вулкана есть два подхода: либо вдоль Срединного хребта, либо до горы Начикинской, а затем вдоль реки Хайлюли.